# Northeast Somerset
Northeast Somerset es un territorio no organizado ubicado en el condado de Somerset en el estado estadounidense de Maine. En el Censo de 2010 tenía una población de 390 habitantes y una densidad poblacional de 0,29 personas por km².

## Geografía
Northeast Somerset se encuentra ubicado en las coordenadas 45°28′20″N 69°52′51″O / 45.47222, -69.88083. Según la Oficina del Censo de los Estados Unidos, Northeast Somerset tiene una superficie total de 1345.74 km², de la cual 1252.48 km² corresponden a tierra firme y (6.93%) 93.25 km² es agua.

## Demografía
Según el censo de 2010, había 390 personas residiendo en Northeast Somerset. La densidad de población era de 0,29 hab./km². De los 390 habitantes, Northeast Somerset estaba compuesto por el 97.69% blancos, el 0.51% eran afroamericanos, el 1.28% eran amerindios, el 0% eran asiáticos, el 0% eran isleños del Pacífico, el 0% eran de otras razas y el 0.51% pertenecían a dos o más razas. Del total de la población el 0.26% eran hispanos o latinos de cualquier raza.